# Töklámpás
A töklámpás vagy eredeti nevén jack-o'-lantern egy angolszász és amerikai ünnephez, a Halloweenhez kötődik. Bár a különböző növényi részek más-más rendeltetésű faragása igen régi hagyomány (így a tökfélék faragásával készített világítótestek, amiket szintén szokás töklámpásnak nevezni), de az október 31-e éjjelének speciális kellékeke egy kelta eredetű vallási rituálé és a Brit-szigetek népi babonaságainak keveredésével, majd a 19. században kivándorlók közvetítésével, már az ottani hagyományokkal egybeolvadva Észak-Amerikában vált azzá, amiként a 20. század óta – egyre több helyen – felbukkan.
A 21. századra Európa szerte problémát okoz az ünnep terjedésével, hogy a fogyasztói szokások mégis különbözőek. Míg a tengerentúlon olyan a töklámpás céljára árusított fajtakínálat, hogy az étkezésre is felhasználható, addig Európában a főként takarmányozási célú tökök sorsa az, hogy a „buli” után leggyakrabban a kommunális hulladékgyűjtőket, vagy illegálisan a természetet terhelik az – amerikai szubkontinensen kívül – idegenhonos növényi maradványokkal. Az egyre csökkenő természeti értékekben azonban az egyre növekvő mértékű – gyakran a kezelés, gyertyamaradékok miatt nem csupán – zöldhulladék egyre nagyobb jelentőséggel bíró károkat okoz, okozhat. Ezért egyre több helyen hívják fel a lakosság figyelmét ezekre.

## Általánosságban

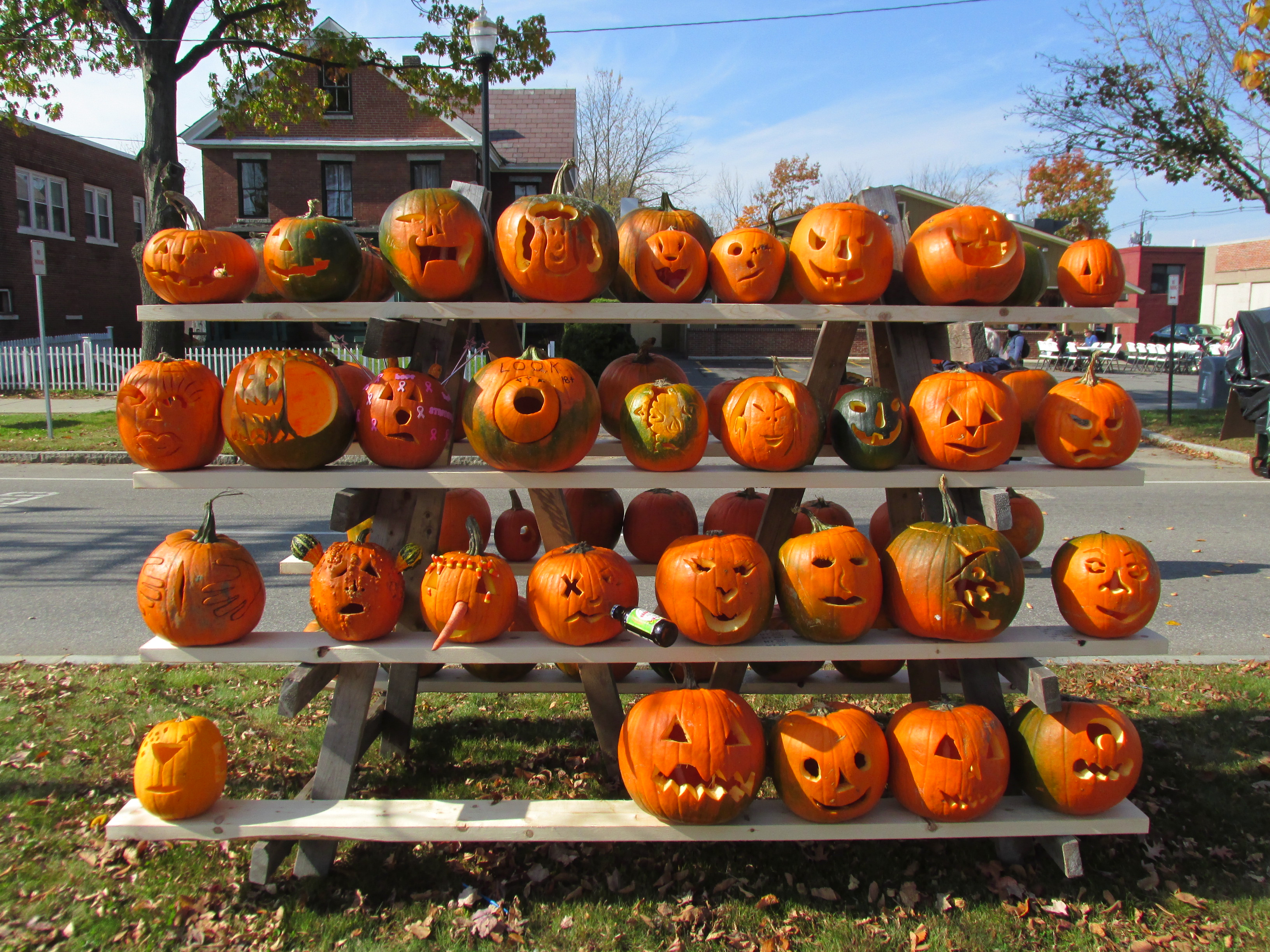
Töklámpások állványon New Hampshireben

A jack-o'-lantern töklámpáshoz olyan tökféle a legalkalmasabb, amely kevesebb hússal, könnyebben faragható. Az Amerikai Egyesült Államokban is ilyenkor gyakran láthatók a nagy vörös-narancssárga tökök, amik a Cucurbita maxima fajtacsopothoz tartoznak, azonban ezek nem az „igazi” jack-o-lampásokhoz használt narancssárga Cucurbita pepo fajtacsoport tagjai. Ez utóbbinak három változatát  használják általában a tengerentúlon e célra. Ezek:
- a Jack-o'-Lantern nevű kisebb (általában körülbelül 3 kg súlyú), „narancshéjú”, gömbölyű  Cicurbita pepo dísztök fajta, amelyet jellemzően halloween dekorációra termesztenek, későn érik,[1] és bár a húsa ehető és levesekhez használható, az ízre közepes élvezeti értékű;
- a Cucurbita pepo takarmánytök, amit az amerikai őslakosok „a három nővér” néven együtt termesztettek gyommentesítési céllal, kukoricával (ami a futtatókaró szerepét töltötte be) és babbal; illetve
- a Howden-tök, az előbbi egy variánsa, amit Massachusetts államban az 1960-as években tenyésztett ki névadó nemesítője, kifejezetten erre a célra, így  tetszetős kerek formája, mérete,[2] hosszan eltarthatósága és faraghatósága miatt hamar klasszikus jack-o'-lantern tökké vált, leggyakrabban ilyet árulnak az ünnep előtt az amerikai üzletekben.[3][4]

Az ünnep után az egyik legrégebbi ismert ártalmatlanítási módszer a termések eltemetése a hátsókertben, de gyakori, hogy helyi gazdálkodóknál érdeklődnek, akik felhasználhatják a tököt a kertben, a mezőn vagy az állatok etetésére. Mivel amerikai származású növény, a regionálisan őshonos fajtacsoportok között válogatva is tudják támogatni a helyi növény- és állatvilágot, vagy dekorálni a saját kertet. A magvak és a tök meg nem faragott belsejét ajánlják étkezési célra embereknek és vadon élő állatoknak egyaránt, utóbbinál azonban figyelmeztetnek, hogy az csak saját területen lehetséges és óvakodjanak a nagyvadak és patkányok potenciális bevonzásától a lakott területekre. A 2020-as évekre az éghajlatváltozással a melegedő őszi időjárás miatt egyre rövidebb ideg eltartható termékek kezelése is terjedni látszik, de nem ajánlott. A szemétre kerülés azonban az Amerikai Egyesült Államokban is problémát okoz, ezért például Minnesota és Illinois (a legnagyobb  mennyiségű töktermelő állam az országban) városaiban a komposztálóknál töktörő mulatságokat rendeznek az ünnep után.

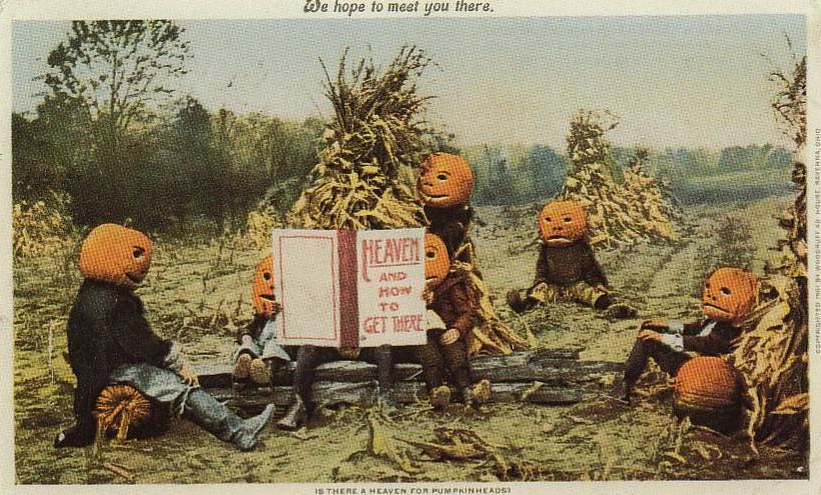
1901-es Halloween-képeslap a Woodruff-ház (Ohio állam) kiadásában
Reméljük, találkozunk ott Van-e Mennyország tökfejeknek?

A Halloween elnevezés az angol All Hallow Eve kifejezés, vagyis a mindenszentek előestéje rövidülése. Az 1910-es években már Magyarországon is ismert volt H. J. Byrne 1907-ben a Folklore folyóiratban megjelent, All Hallows Eve and Other Festivals in Connaught című írása. A keltáknál ekkor, október 31-én ért véget a nyár, terelték a szarvasmarhát a legelőről az istállókba, illetve ünnepelték az újévet, egyszerre hódolva vallásuk szerint a napisten és a Samhain ünnepen a holtak ura előtt. Már középkori hiedelmek szerint a boszorkányok és varázslók is ilyenkor végzik üzelmeiket, de később, a 21. században is, több okkult szekta tulajdonítja ezen a napon a legerősebbnek a szellemi világi átjárást és a mágia erőit. Az a hiedelem, hogy a torz vonásokkal, tökből vagy más alkalmas növényekből faragott lámpások megvédik az embereket az ilyenkor a Földre utazó rossz szellemektől is ezekből ered. A 8. századtól, miután III. Gergely pápa november első napjára tette a szentek tiszteletének ünnepét, olvadt nevében egybe a két külön (a kelta eredetű és a katolikus) hagyomány. A 19. században vált ismertté egy Írországban elterjedt népi legenda egy Stingy (azaz fukar) Jack nevű emberről, aki többször is becsapta és csapdába ejtette az ördögöt. Csak azzal a feltétellel engedte el, hogy soha nem kerül a pokolba (innen a Trick-or-Treating, a magyarul „csokit vagy csalok” mondóka), ám amikor meghalt, megtudta, hogy mivel rossz ember volt, a Mennyország sem akarja a lelkét, s így az örökkévalóságig kísértetként bolyong a Földön. Az ördög, kérésére, adott neki egy égő széndarabot, hogy megvilágítsa az útját az éjszakában, amit faragott fehérrépába helyezett. Amikor a helyiek titokzatos fényeket láttak, azt mondták: „Ez csak a Jack lámpása”, “That’s just Jack o’ the lantern”. Így vált később a kifejezés Stingy Jack vándorszellemének szinonimájává – jack-o'-lantern. A helyi ír gael közösségekben végül ijesztő arcokat kezdtek faragni saját faragott lámpásaikba, hogy elriasszák gonosz bolyongó szellemét, s óvintézkedéseket tettek október 31-én, a kelta samhaini fesztivál napján. 1840 körül, az Egyesült Királyságban bekövetkezett úgynevezett burgonyaínség következtében kivándoroltak újabb tömegei vitték magukkal otthoni szokásaikat Amerikába, az ott honos tökre cserélve az addig használt főként tarlórépát. Innen aztán már mint üzleti és szórakoztatóipari termék került vissza és terjedt el, rendeznek erre épülve eseményeket Európa-szerte is.

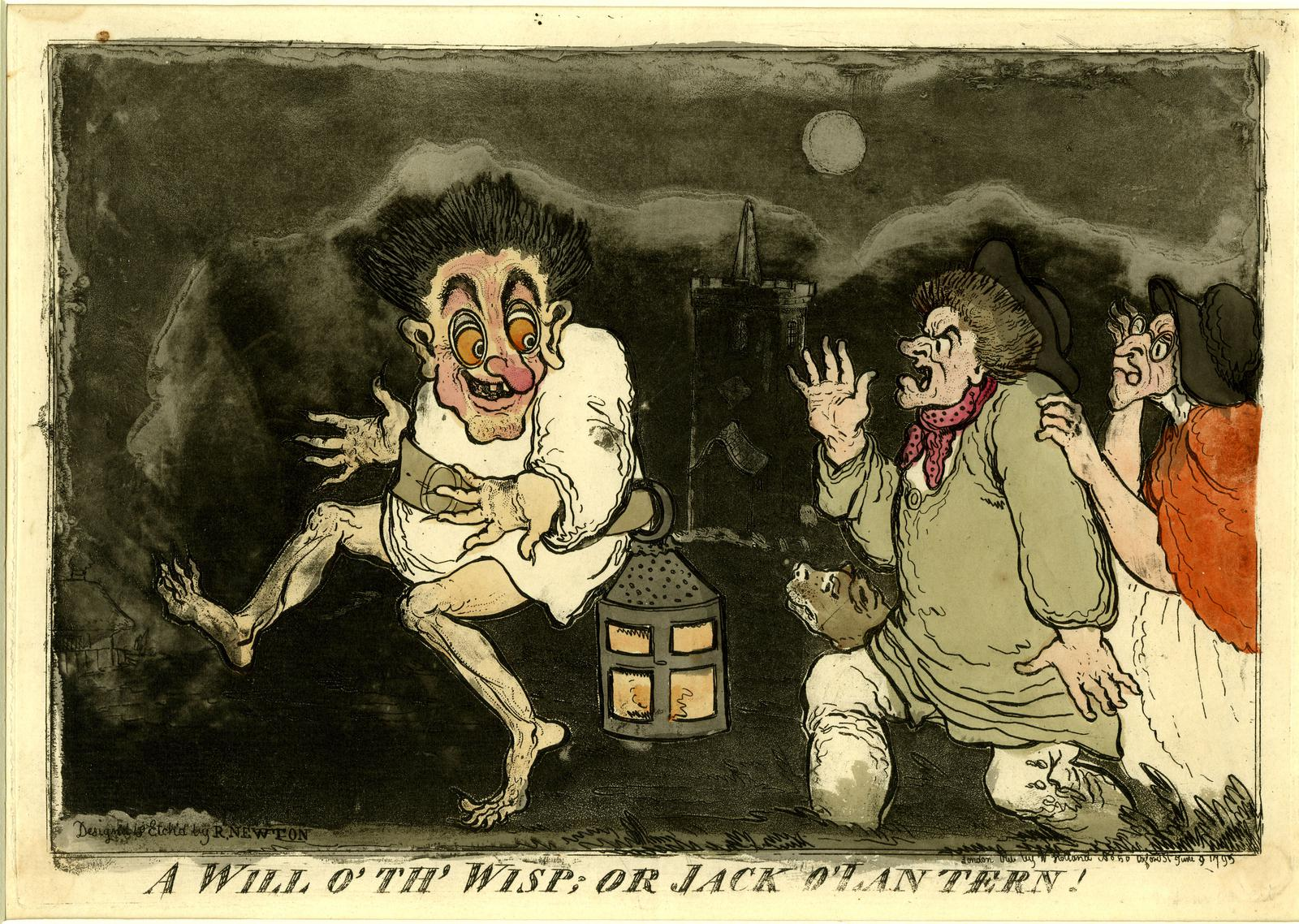
Színezett rézkarc és foltmaratás karikatúra 1795-ből, amin egy groteszk lámpást hordozó szellemet üldöz egy férfi és öregasszony éjszaka a templom temetőjében. (Brit-szigetek)

A kísértethit egyik gyökere – a visszajáró halottakhoz hasonlóan – a rendkívüli természeti jelenségek, félelmet, ijedtséget keltő váratlan, szokatlan élmények vagy „normális” események szokatlan időpontban, helyen való átélésének értelmezésére irányuló törekvés, alapja pedig – szintén a „visszajárók”-ba vetett hittel egyezően – a lélek halál utáni továbbélésének hite, lényegében egyező módon ismert Európa minden népénél – a különböző „helyi” kísértetek inkább csak külsőségekben megnyilvánuló különbségeivel. Az egyetlen számottevő különbség a magyar néphit kísértete és európai szomszédaink hasonló lényei között, hogy nálunk csak igen kevéssé ismertek a „halotti időkben” – elsősorban a téli napforduló idején, karácsony és vízkereszt között – csapatosan megjelenő vezeklő lelkek („kereszteletlenek”) hiedelmei. Az archaikus, általános Indoeurópai nyelvcsaládban élő hagyományok szerint ugyanis az év elején a halottak, ősök lelkei felkeresik az emberek közösségeit. A magyarságnál azonban teljesebbnek látszik a szakítás a régi, kereszténység előtti mitikus lényekkel, mint európai nyelvszomszédainknál. Az egész magyar nyelvterületen fellelhető kísértet-fogalmon belül sajátos kísértetalakok voltak, amelyek megjelenési formájuk vagy sajátos halálnemük, vétkük révén „specializálódtak”. Ilyen volt az ír legendához legközelebb álló úgynevezett lidércfény, ami csak nevében viseli a lidércet. Magyarországon bolygótűz, lámpás, gyertya neveken is ismert imbolygó, eltűnő-fellobbanó láng a kísértet egyik leggyakoribb megjelenési formája volt. Zalában gyertyás néven ember alakú kísértet égő ujjának tartották. Hasonló volt a Hanság egykori mocsárvilágában ismert ördög gyertyája is. Mindenütt az éjjel, nedves mocsaras helyeken látható fényjelenségekhez kapcsolódott, ennek „magyarázata” volt. Ez az oka általános elterjedtségének és egyöntetűségének.

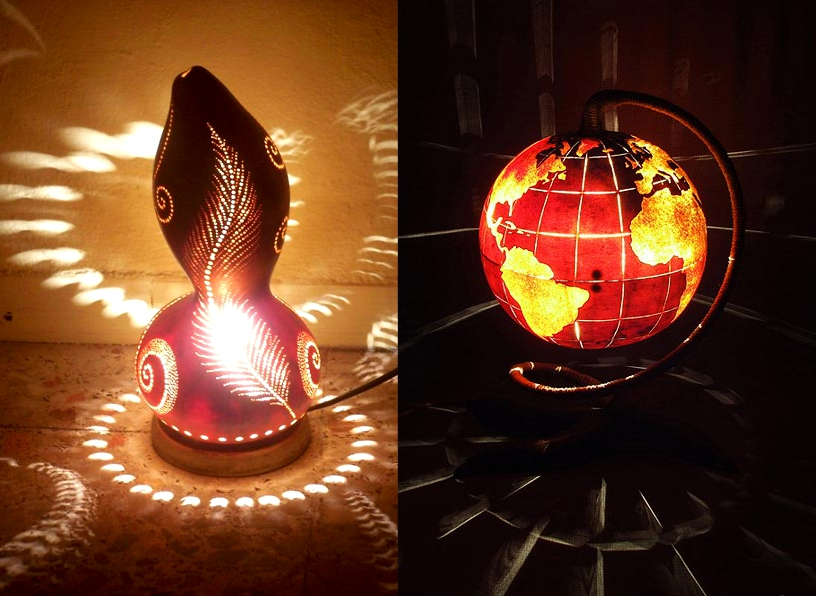
Kabaktökből faragott díszlámpák

Bár maga a tökfaragás és az abból készített lámpa Világszerte, Magyarországon is régi hagyomány, azonban a Cucurbita tök-fajok csak Amerika felfedezése után spanyol közvetítéssel kerültek Európába és Ázsiába. A kabaktök (Lagenaria siceraria) és a dinnye (Cucumis) jelentenek kivételt a tökfélék közül, melyeket a Mediterráneumban és Ázsiában már az ókorban is haszonnövényként műveltek. Egy régi magyar történelmi eseményt is gyakran felhoznak a töklámpákkal kapcsolatban. Salamon, Árpád-házi királyunk trónviszályban állt unokatestvéreivel: Gézával, illetve annak halála után Lászlóval. 1081-ben Salamon ugyan elismerte Lászlót, mint magyar királyt, cserében megtarthatta királyi címét és László udvartartást is rendelt mellé, Salamon azonban a királyi udvarban is terveket szőtt a trón visszaszerzésére. Ezek után László biztonsági okokból a visegrádi vár tornyába záratta. A mondásnak: „fénylik, mint Salamon töke” két magyarázata is van. Kresznerics alapján bizonyos tulajdonsága szerint „czifra tök, melyet a nép Salamonénak hi”, míg mások onnan eredeztetik, hogy a fogoly Salamon király világító lámpája, ami hólyag vagy zsíros hártyából volt, sárga tökhöz hasonlított. Lámpás szavunk is csak a 14–15. század óta mutatható ki nyelvünkben (görög eredetű, latin közvetítéssel terjedt el Európa-szerte s került a magyar szókincsbe). E korai időszakban állati hólyagot vagyis böndőt, olajjal átitatott vastag papírt vagy vékony szarulemezeket használtak.

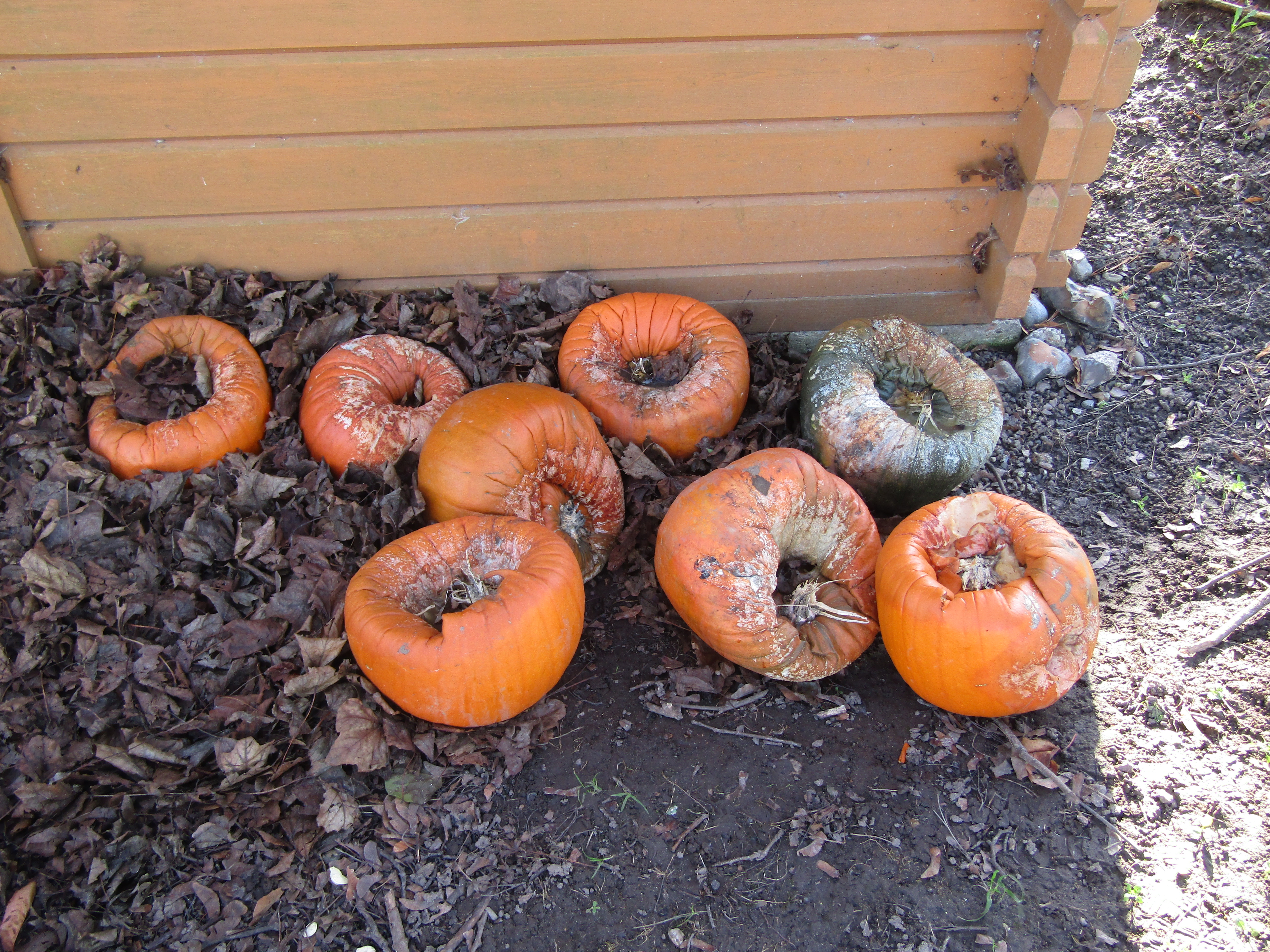
Egy halom rothadó tök, Halloween után Mundesley (észek Norfolk, Anglia) mellett

Az egyre nagyobb teret nyerő töklámpáskészítés Európa nagy részén problémát is hozott magával. A felhasznált faragványok túlnyomó többsége itt takarmánytök, de akad dísztök (ami állati tápláléknak sem használható), illetve emberi fogyasztásra is alkalmas sütni való is. Csak 2019-ben egyedül az Egyesült Királyságban körülbelül 8 millió tököt vásároltak, aminek a 60 %-át kizárólag erre a célra használták fel és lett hulladék. Az egyszerre a hulladéklerakókba kerülő sok szerves anyag a nem megfelelő komposztálási folyamatok miatt nagy mennyiségű metánt termel. De nem csak a kommunális szemétbe elpazarolt termés kezelése problémás. Szakemberek országonként különböző kampányokkal igyekeznek felhívni az emberek figyelmét, sokan ugyanis úgy vélik, hogy a természetben lebomló anyagok bátran kihelyezhetőek a természetes élőhelyekre is, hiszen nem beszélünk másról, mint növényi maradványokról, melyek idővel úgyis lebomlanak, maguktól komposztálódnak a természetben. Azonban a mellett, hogy a zöldhulladék illegális elhelyezése éppúgy szabálytalan és büntetendő, mint a kommunális, vagy bármely más hulladék lerakása, befolyásolják a vadon élő állatok élőhelyét, táplálékforrásait és viselkedését, de például sünök életüket is veszthetik tőle. A bomlási folyamatok végéig alattuk szinte semmilyen növény nem képes életben maradni, de segítheti az invazív gyomok (pl. parlagfű, aranyvessző, japánkeserűfű) elszaporodását, akár csak a lakott területekről kikerülő nem kívánatos fajok legkevesebb szaporító képleteivel. Ráadásul figyelni kell arra is, hogy a gyertyamaradékok és a mécsesek műanyag, fém részei és a különböző tartósítási módszerek is károsak az élőlényekre. Amennyiben valaki a tökfaragás mellett dönt, a kezeletlen, idegen anyagoktól megtisztított tökökkel a legjobbat azzal teheti, ha saját vagy közösségi komposztálóba helyezi, illetve a termés állapotától függően az azt igénylő állattartóknak juttatja el, de ha arra alkalmas terméket vásárol, egy finom ételt is készíthet belőle.

## Eredete

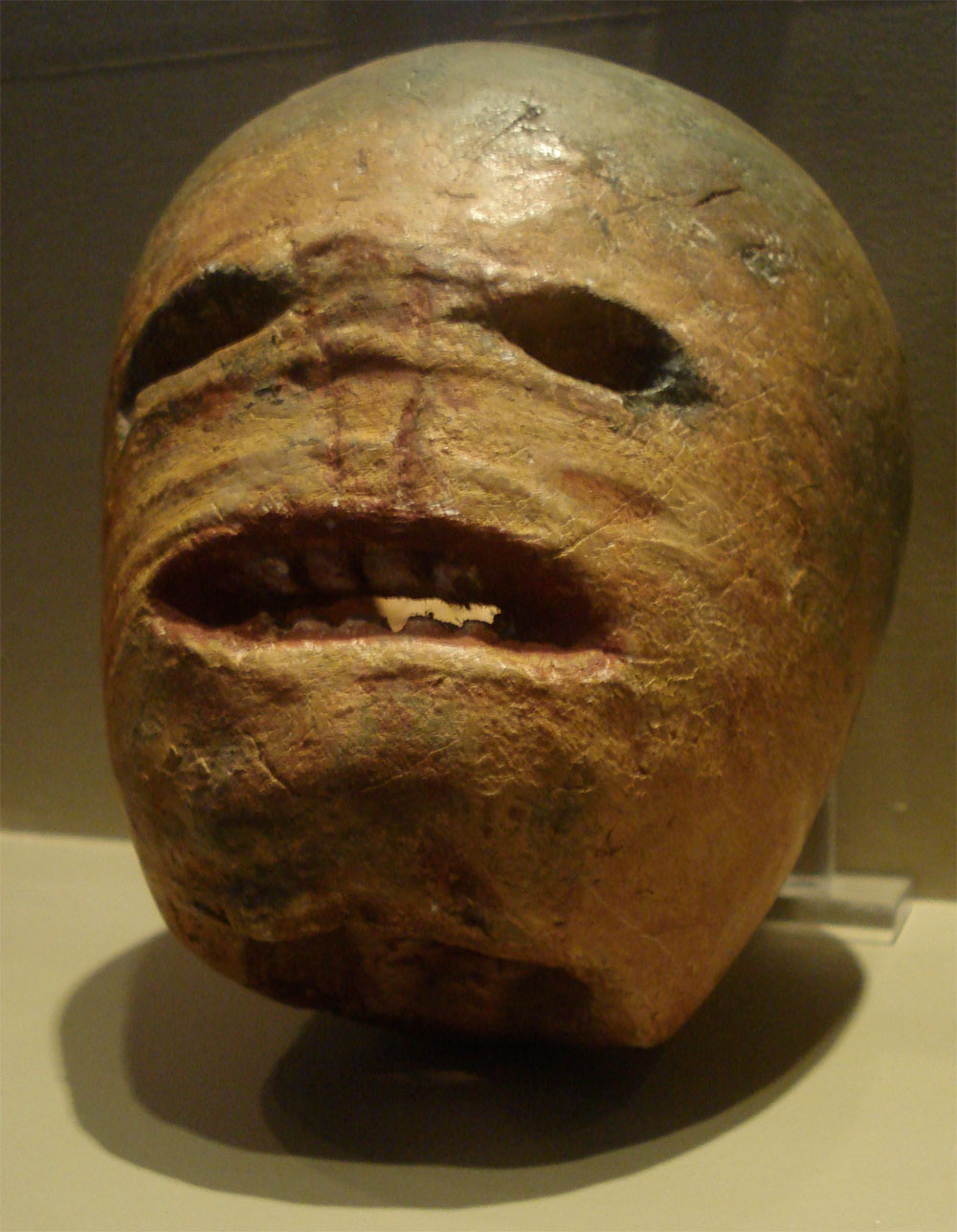
Hagyományos ír lámpás az írországi Museum of Country Life-ban

A Brit-szigeteken még tarlórépát, takarmányrépát vagy céklát használtak lámpás faragására. A néha arcokkal kifaragott tarlórépa-lámpások a gael Samhain fesztiválok szereplője volt Írországban és a Skót-felföldön. Samhain idején a tündéreket és szellemeket igen aktívnak vélik. A lámpások többféle célt szolgáltak. Egyrészt, hogy Samhain éjszakáján megvilágítsák az utat, másrészt hogy szellemeket és egyéb alvilági lényeket szimbolizáljanak, illetve hogy megvédjék azoktól az embereket és otthonaikat. Néha ablakpárkányokra is helyezték őket, hogy ezeket a lényeket távol tartsák otthonaiktól. Azonban mások szerint a lámpások Mindenszentekhez (november 1.) és Halottak napjához (november 2.) kapcsolódik, és a pokolban lévő keresztény lelkeket szimbolizálják.
Brit és ír bevándorlók vitték el a hagyományt Észak-Amerikába. Ott a tarlórépát felváltotta a sütőtök, mivel az szélesebb körben volt hozzáférhető, nagyobb is, és könnyebben faragható. Az eredeti jack-o'-lantern elnevezés az angol népi hagyományból származó ignis fatuus, vagyis lidérc egy elnevezése, melyet Különösen Kelet-Angliában használtak,[forrás?] legkorábban ismert ideje szerint az 1660-as években. A kifejezés átvétele a faragott tökökre az amerikai angol nyelvben 1834-ben jelent meg,[forrás?] a Halloweenhez való kapcsolódását pedig 1866-ban jegyezték föl először[forrás?]. Már 1885-ben párhuzamot vontak az ősi brit hagyományok súlya és az amerikai töklámpásos mulatozás könnyedsége között.

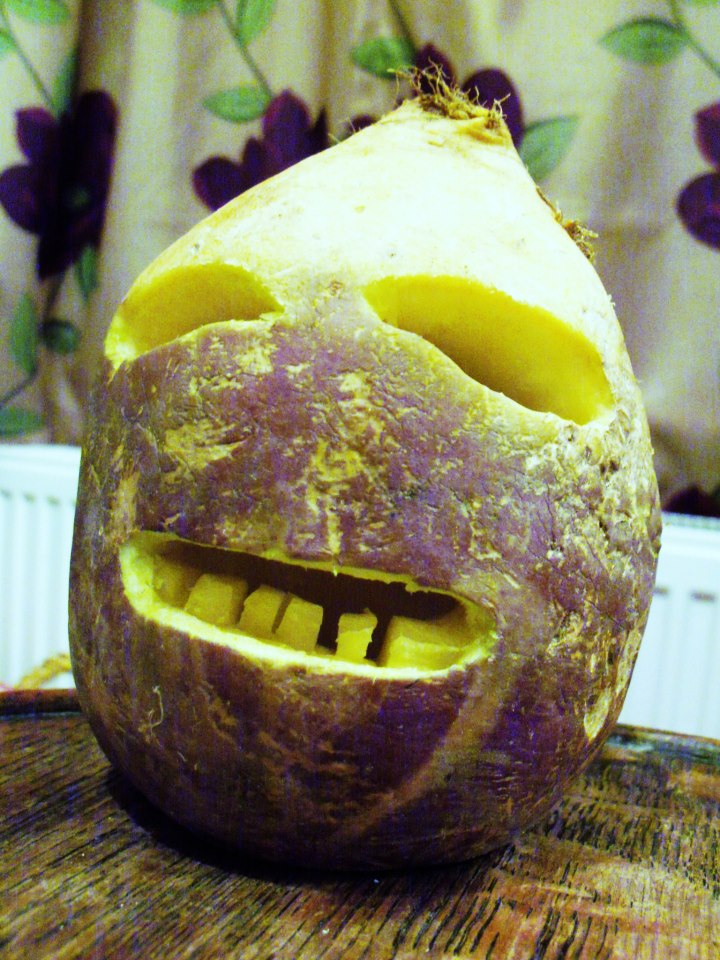
A 2010-es években készült cornwalli tarlórépa Jack-o'-lámpás

Az 1820-as években az újságok a Halloweennel kapcsolatban még a konfliktusokat okozó (lopás, károkozás) skót eredetű jósló babonaságokról és népszokásokról írtak (például egy a Delaware állambeli Wilmingtonban, illetve a pennsylvaniai Philadelphiában vagy egy a nyugat-virginiai Martinsburgban megjelenő újságokban). Az 1830-as években már mint rendezvény is papírra került – egy virginiai napilap írója így kezdte leírását a korábbiakra utalva: „az ünneplés, a mulatság és a játékok, a tortakészítés és a diótörés ideje. 1800-ban ez a mostaninál is vidámabb évszak volt – a modern finomítás ugyanis vagy eltüntette, vagy lecsökkentette elődeink régi jó szokásait.”. A 19. század végén már sorra jelentek meg a régi hagyományokról szóló cikkek. 1895-ben a „The Advance” újság például leírja, hogy az „Allhailowtide” néven ismert háromnapos ünnep október 31-től november 2-áig (Halloween, Mindenszentek és halottak napja), tele van hagyományos és legendás „tanokkal”. Kettős mind a természete, mind az eredete, mivel a pogány és a keresztény ünnepségek nem keverednek össze, inkább elkülönülnek egymástól, megdöbbentő megkülönböztetéssel, írta a cikk. Megtudhatjuk, hogy Skócia északkeleti partján és a Grampian-hegységgel határos megyékben, bár a máglya már nem csontokból épül, hanem hamuba sült krumpit sütnek, de a szokásaikat még a 19. század végén is mereven őrzik, nemzedékeken át, amit a skót Robert Burns 18. századi Halloween című verse szemléletesen le is ír. Ám Amerikában túl modernek az emberek, hogy az ünnep furcsa és hátborzongató szellemei, ahogy azokat a skót vidéki gyerekek játszották még az 1890-es években is, lenyűgözzék őket. A holdfény szerencsétlenséget jelent ekkor, mert a sötétség szellemei sötétséget követelnek, az álruhás álarcosok pedig előszeretettel viszik a kikanalazott fehérrépából készült sötétség lámpásait a Mennyország dicsőséges fényébe. Ezt a répa burkából vágják ki és hangsúlyosan vad emberi arc vonásai vannak, így a benne elhelyezett gyertya fényt ad a szemen, az orrlyukon és a szájon keresztül. Bárhogy is ítélkezzenek mások, írta a cikk írója, a skót nemzeti függetlenség és hazaszeretet jelképei ezek, és az új-skóciai gyarmatosítóinak köszönhető (mert az angoloknak kevésbé volt fontos szokásaik továbbvitele) a fesztivál  megtartása Amerika-szerte, főleg a játékokká (almával és dióval) szelídült jóslások egyöntetűsége, hiszen a sötétség erői, például a lopások miatt kellemetlenek voltak a más kultúrák (például német káposztatermesztők) számára. A halloween ünnep, ahány klán annyi szokás, tréfái arra tanítanak bennünket, hogy „a legendának megvannak a maga hasznai és története is, és helyesen tekintve az egyik nem kevésbé értékes, mint a másik” – vonta le a következtetést Francis Marion Crawfordt idézve a cikkíró 1895-ben. Hozzátette, a civilizáció fejlődése a barbár koroktól a mai ultrakultúráig és kifinomultságig csak őseink társadalmi életének, szokásainak és mindennapi szokásainak tanulmányozásával követhető nyomon, ezért a folklórnak mindig kulcsként kell maradnia a történelem intelligens tanulmányhoz.
A jack-o'-lantern vagy jack-a-lantern kifejezés legkorábbi megjelenését az 1939-es Shorter Oxford English Dictionary 1663-ra teszi „elavult” jelzéssel. Három külön jelentéstartalmat fejt ki hozzá. Az első szerint egy ember lámpással, éjjeli őrszem megfelelője. A második jelentést az 1891-ben megjelent Nyelvi kifejezések szótára is megemlít a Jack-with-the-Lantern formával együtt, e szerint ignis fatuus, másképpen will-o'-the-wisp, valami félrevezető vagy megfoghatatlan értelemben is használatos és az 1673-as dátumot jelzi mellette. A harmadik jelentéstartalom szerint nagy fehérrépa vagy tök héj részéből készült lámpa lyukakkal, amelyek szemek, orr és száj formájúak. Ez Észak-Anglia, Skócia és az Amerikai Egyesült Államok területein használatos.
Az 1807-ben Massachusettsben született John Greenleaf Whittier költő 5 évvel fiatalabb öccse, Mathew Franklin Whittier (A Yankee álnevén) írt a növényről és kapcsolódó élményeiről verset „Song of the Pumpkin” címmel, ami az 1846. október 1-i bostoni „Chronotype”, neves független újság első évfolyamában jelent meg. A harmadik strófában egy új-angliai legényről írt, akit a Hálaadás ünnepe összehoz a rokonokkal a tökből készült pitével, majd a negyedikben visszatekint kiskorára, amikor vad, csúnya arcot véstek a termés héjába, ami belsejében egy gyertya világított a sötétségbe.

## Népi hagyomány

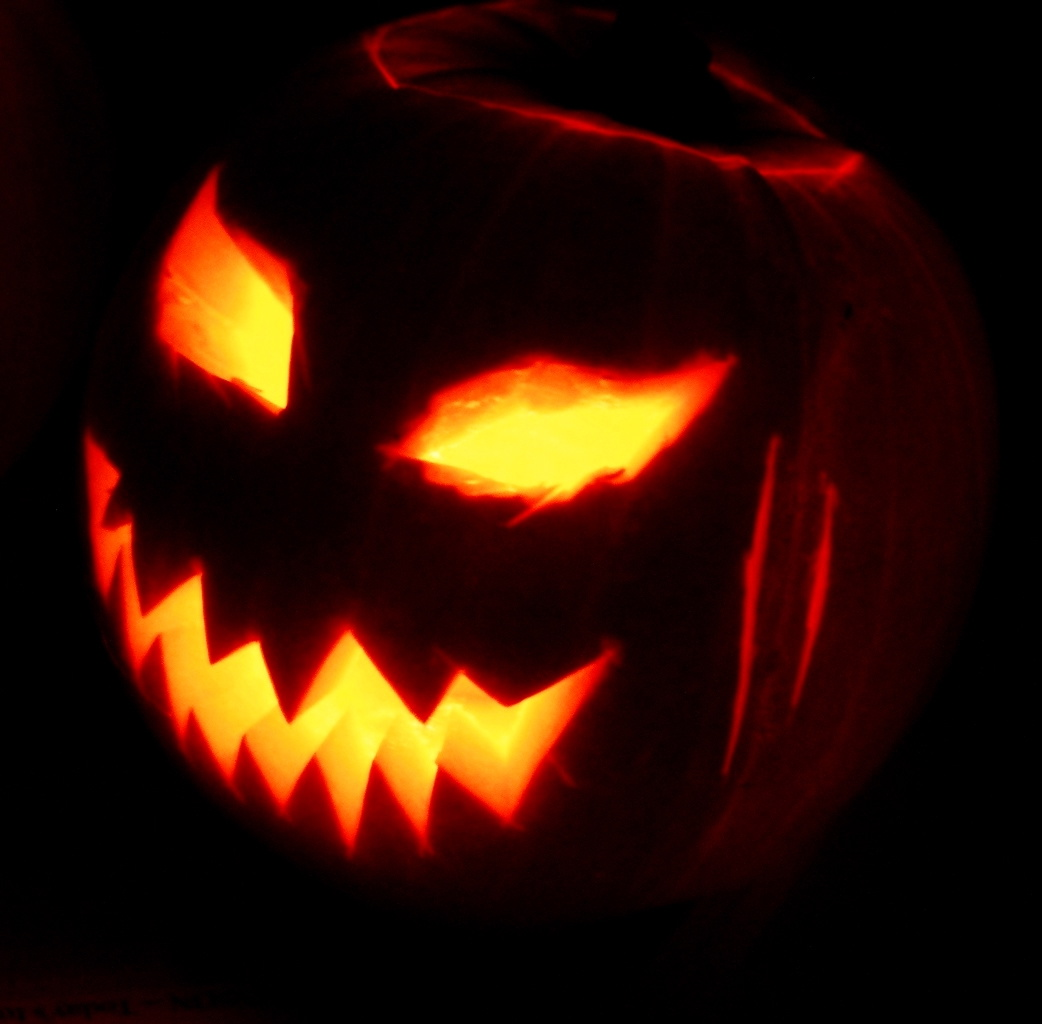
A tradicionális töklámpásnak az ijesztőre faragott arcformája az ősi babona szerint arra szolgált, hogy távol tartsák földjeiktől a termést tönkre tevő, illetve otthonaiktól a gonosz szellemeket

A kelták, annak érdekében, hogy megelőzzék Samhainban (ami egy olyan éjszaka volt, amikor az elhunytak visszatértek egykori otthonaikba, és más bosszúálló szellemek és rossz tündérek is vándoroltak a Földön), hogy nem kívánt vendégek belépjenek az otthonukba, fenyegető arcokat készítettek fehérrépából, és a küszöbükön otthagyták őket. Egy meggyújtott gyertya hozzáadása a kivájt archoz további védelmet nyújtott. Ismert nevei Jack-o’-lantern, Jack-a-Lantern, Jacky Lantern, Peggy-with-(her-)lantern, Will-o'-the-Wisp voltak.
Egy ír eredetű mese szerint a lámpás a (19. századtól a legelterjedtebb) Jack O'Lanter nevet egy részeges kovácsról kapta. A legenda szerint egy szép napon odament a részeges Jackhez az ördög és hívta magával. Jack azonban nem akart vele tartani, ezért hát furfangos cselt eszelt ki inkább és ravasz módon elérte, hogy az ördög felmásszon egy fára. Jack tudta, hogy mitől fél az ördög és a fa oldalára egy keresztet rajzolt. Az ördög nagyon megrettent a kereszttől és nem is mert lemászni, kénytelen volt a fa ágán kucorogni. Az ördög addig-addig egyezkedett a furfangos kováccsal, hogy ígéretet tett arra, hogy soha többé nem fogja kísérteni a lelkét, ha végre leengedi őt. Jack ekkor megengedte az ördögnek hogy lemásszon a fáról, aki abban a pillanatban el is tűnt. Azonban amikor Jack meghalt, lelke a menny és a pokol között rekedt, mert a mennybe nem engedték be, mivel élete során sokat részegeskedett és bűnös módon élt, de az ördög sem akarta a pokolba befogadni, mert nagyon haragudott Jackre a régi csínye miatt. Végül az ördög szánta meg és egy izzó fadarabot dobott Jacknek a pokol katlana alatt lobogó tűz parazsából, a parazsat Jack egy marharépába tette, amit a nyugtalan lelkének szánt, világító lámpásnak. Azóta Jack lelke ennek a marharépa lámpácskának a fényénél keresi a megnyugvását.
A Brit-szigeteken (főleg Kelet- és Délnyugat-Angliában) szokásos néphagyományt követő Amerikában a legendában szereplő eredeti takarmányrépát a narancssárga színű látványosabb kivájt vigyorgó sütőtök forma váltotta fel.

## Világrekordok

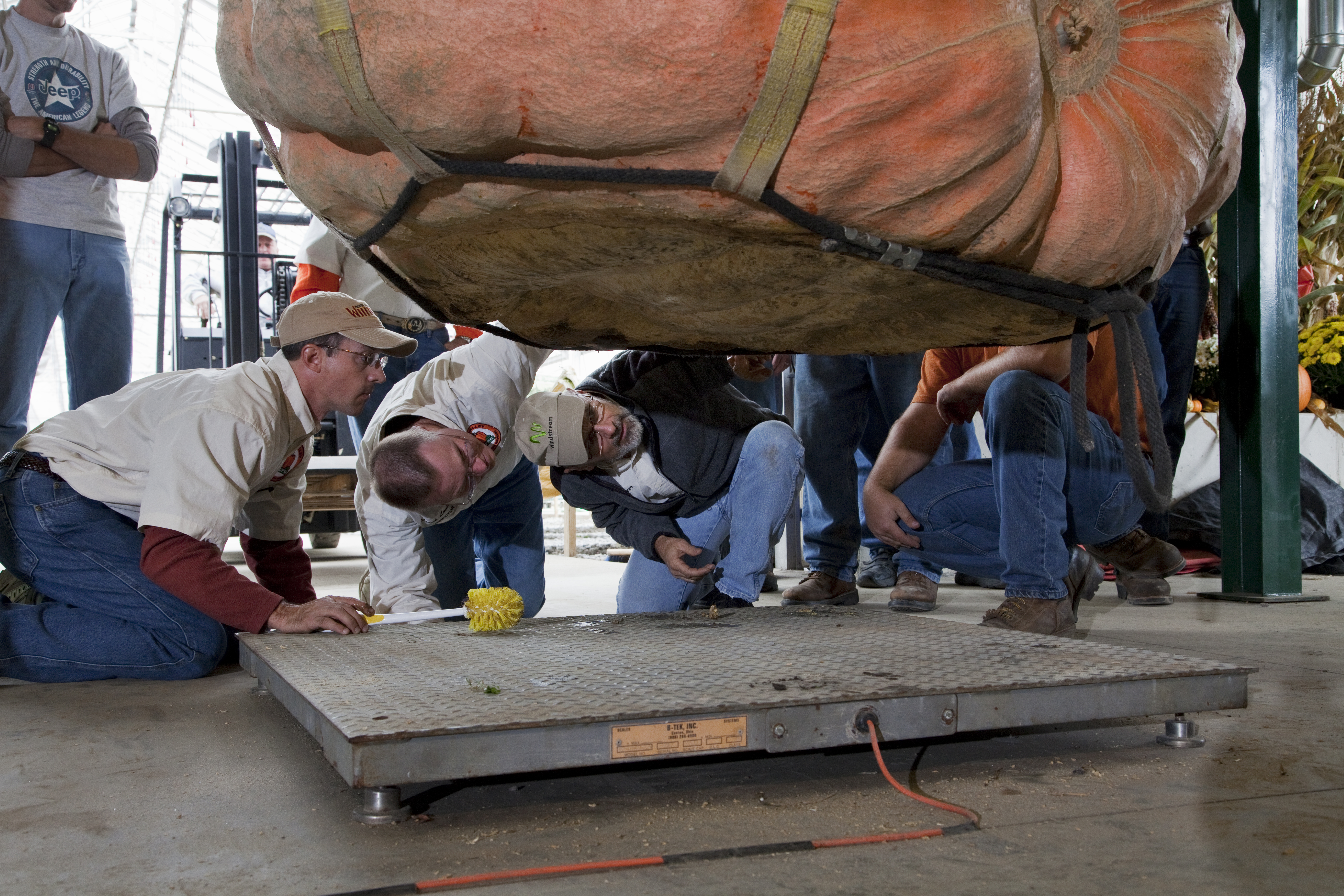
A tök alsó oldalának ellenőrzése a mérlegeléskor.

Hosszú időn át a New Hampshire-i Keene tartotta a világrekordot az egy helyszínen legtöbb kifaragott és kivilágított töklámpással. A Life is good szervezet és az életveszélyes betegségekkel élő gyermekek és családjaik számára tábort rendező Camp Sunshine összefogott a rekord túlszárnyalására. 2006. október 21-én sikerrel is jártak, amikor 30 128 darab töklámpást gyújtottak egyszerre a Boston Common parkban. Highwood (Illinois) 2011. október 31-én kísérelt meg új rekordot beállítani, ahol nem hivatalos számolás szerint 30 919 lámpás égett, de az eseményt nem ellenőrizte és regisztrálta a Guinness, így nem számít hivatalos rekordnak. A Guinness szerint azóta is Boston a rekordtartó.

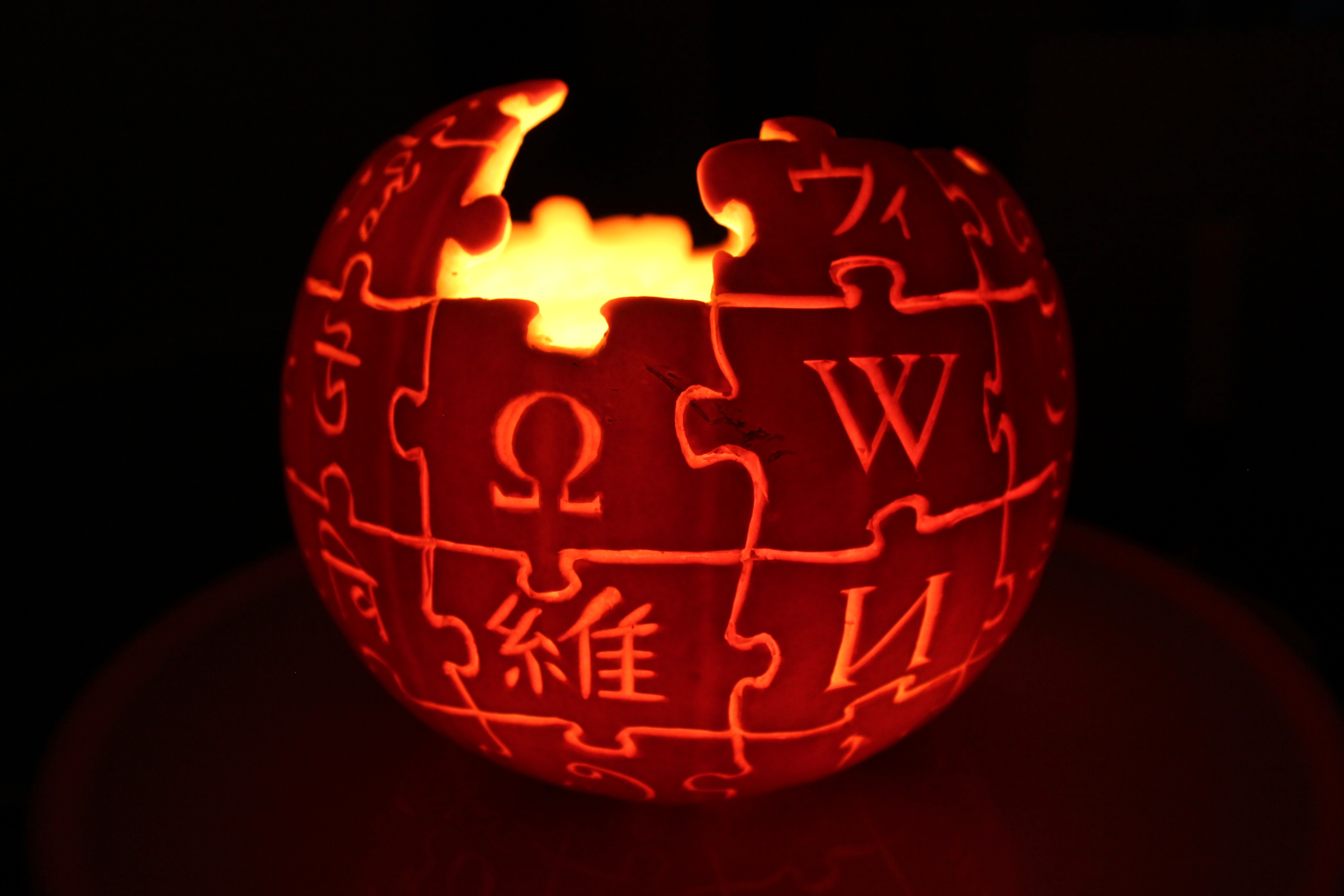
Wikipédia-töklámpa

Scott Cully 2011-ig tartotta a Guinness-világrekordot a pennsylvaniai Northern Cambriában, aki addig 6 rekordot is felállított. A 2005. október 31-én készített tököt Larry Checkon termesztette és 666,33 kg-ot nyomott 2005. október 1-jén Pennsylvania Giant Pumpkin Growers Association mérésén. 2022-ben szintén az Amerikai Egyesült Államokban Mike Rudolph (USA) faragta meg a Travis Gienger által a minnesotai Anconában (a világ Halloween-fővárosában) termesztett 614,7 centiméter kerületű 1161,2 kilogrammos (az addig Észak-Amerikában termesztett legnehezebb tök), „Maverick” névre keresztelt sast formázó töklámpását, ami így két rekordot is megdöntött. 2023-ig a verseny során értékelt legnehezebb tök súlya 1226 kg volt, amit Stefano Cutrupi Radda in Chiantiban, Toszkánában termesztett, és 2021. szeptember 26-án ratifikálták.

## Töklámpás a kultúrában
- A Marvel képregények szuperbűnözői, a Zöld Manó és a Vészmanó is töklámpás-bombákat használ az összecsapások közben